# Княжевско македонско благотворително братство
Княжевското македонско благотворително братство е организация на бежанците от областта Македония, установили се в Княжево.

## История
На Първия македонски конгрес, провел се в София на 19 – 28 март 1895 година, е основана Македонската организация, която бързо започва да образува клонове в цялата страна. Основано е и дружество в Княжево, което участва активно в дейността на Организацията. На Седмия македоно-одрински конгрес от 30 юли до 5 август 1900 година делегат от Княжевското македоно-одринско дружество е Васил Диамандиев, а на Осмия конгрес от 4 до 7 април 1901 година делегат отново е Диамандиев заедно с Тома Стефанов.
След Първата световна война дружеството е възстановено като благотворително братство, част от Съюза на македонските емигрантски организации.
На 11 август 1925 година братството си избира настоятелство в състав Пантелей Кусев (председател), Димитър Дусеров (подпредседател), Стефан Бидиков (секретар), Минчо Врингов (касиер), а Христо Колчаков, Иван Петков и Гошо Лазаров са съветници.